# Latit

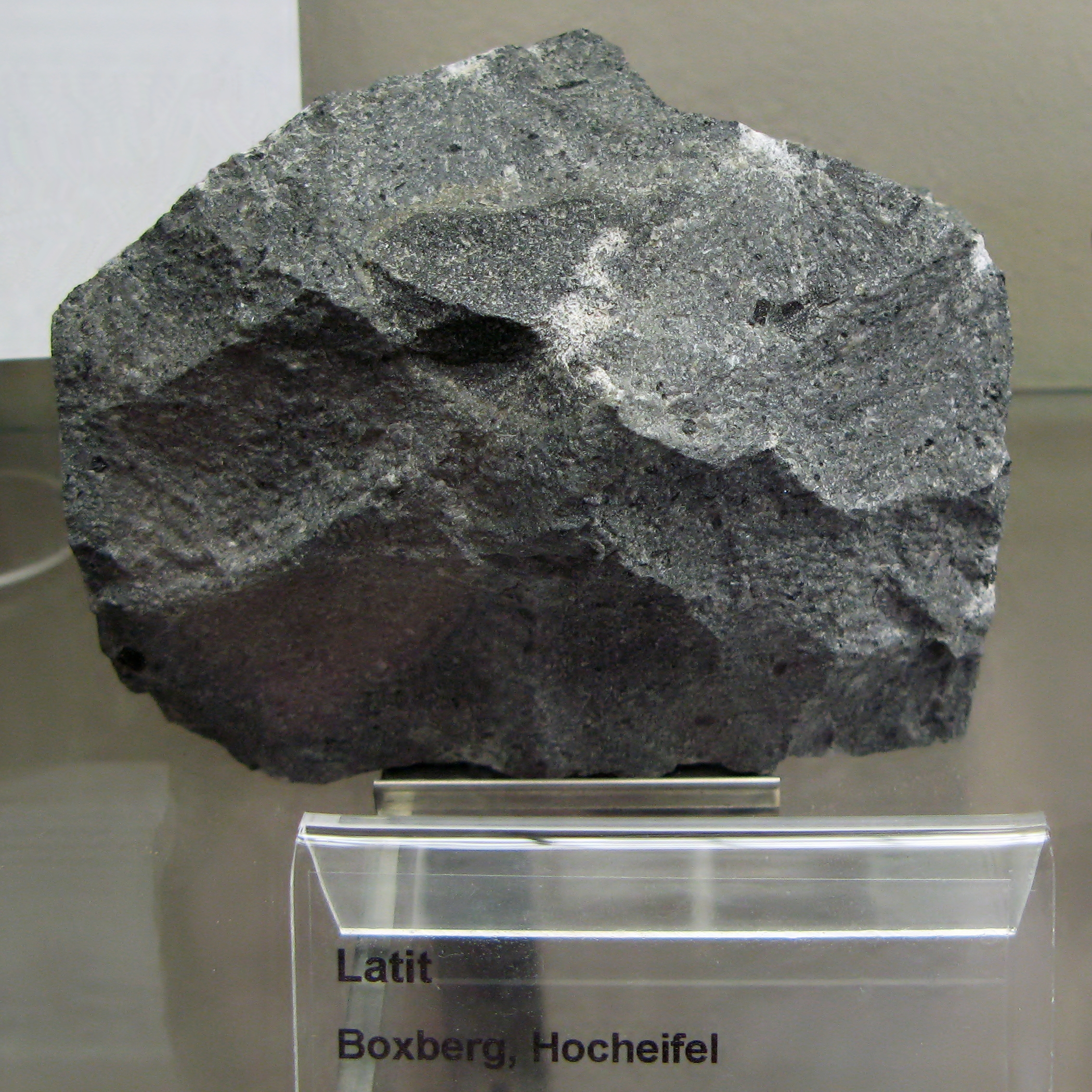
Latit aus Boxberg in der Hocheifel

Stellung der Latite im Streckeisendiagramm

Der Latit ist ein vulkanisches Ergussgestein, das nach der mittelitalienischen Region Latium, einem seiner Hauptverbreitungsgebiete, benannt wurde.

## Beschreibung
Bei Latit handelt es sich um das vulkanische Äquivalent zu Monzonit. Er ist verwandt mit den Andesiten. Hauptbestandteile sind Plagioklas, Sanidin und Pyroxen. Daneben enthält er noch Augit, Hornblende und Biotit. In einer feinkörnigen bis dichten Grundmasse befinden sich Einsprenglinge aus Plagioklas, Sanidin und Pyroxen. Das Bild der Grundmasse ist trachytisch bis felsitisch mit gleich großen, ungeregelten Körnern.
Die Unterscheidung zu den Andesiten erfolgt durch die höheren Gehalte des Latits an Kalifeldspat und Biotit. In besonderen Fällen, bei feinkristalliner oder glasiger Struktur, ist eine Unterscheidung nur mit technischen Analysenmethoden möglich.
Varietäten sind Absarokit (Olivin-Latitbasalt) und Shoshonit (olivinhaltiger Augitlatit). Mit deren Beschreibungen befasste sich Joseph Paxson Iddings.

### Geschichte
Das Gestein wurde erstmals 1898 durch den amerikanischen Geologen Frederick Leslie Ransome wissenschaftlich beschrieben, er nahm dafür auf italienische Vorkommen Bezug.

## Vorkommen und Verwendung
Das Gestein kommt außer im Latium auch auf Stromboli, im französischen Zentralmassiv (Monts Dore), sowie in Deutschland im Siebengebirge vor (Stenzelberg, Wolkenburg, Hirschberg). Es lässt sich als Baumaterial nutzen. Zahlreiche Gebäude wurden damit erbaut, darunter das mit Latit vom Stenzelberg errichtete, heute nur mehr als Ruine vorhandene Kloster Heisterbach bei Bonn. Die Latit-Vorkommen in der Pfalz  im Umkreis der Kreisstadt Kusel wurden früher auch Kuselit genannt.